# Phare de Gatteville
Der Phare de Gatteville ist ein Leuchtturm an der französischen Kanalküste im Département Manche. Er steht am Pointe de Barfleur, im Gemeindegebiet von Gatteville-le-Phare, und bildet die nordwestliche Grenze des Baie de Seine.

## Geschichte
Der Vorschlag, bei Barfleur einen Leuchtturm zu errichten, stammt von dem Festungsbaumeister Vauban, der damit das Risiko von Schiffbrüchen vermindern wollte. Zu den bekanntesten Schiffbrüchen in dieser Gegend gehört der des White Ships, welches im Jahr 1120 sank. Der Beschluss zum Bau eines ersten Leuchtturms wurde 1775 von der Handelskammer von Rouen gefasst und der Turm daraufhin unter der Leitung des Ingenieurs Duchesne gebaut.
Im Jahr 1825 wurde ein landesweites „Allgemeines Programm zur Beleuchtung der Küsten Frankreichs“ (Programme général d'éclairage des côtes de France) beschlossen, nach dem jeweils zwei Leuchttürme das dazwischenliegende Gebiet komplett abdecken sollten. Da dies mit dem bestehenden Turm nicht umsetzbar war, wurde 1829 in 60 Meter Entfernung mit dem Bau eines neuen Leuchtturms begonnen. Der neue Leuchtturm wurde unter der Leitung des Ingenieurs und Architekten Charles-Felix Morice de la Rue (1800–1880) im neoklassizistischen Stil errichtet und 1835 in Betrieb genommen. Der alte Leuchtturm wurde als optischer Telegraf (französisch: Sémaphore) weiter genutzt.
Der neue Leuchtturm wurde 1893 elektrifiziert und 1984 automatisiert. Die Kennung sind zwei weiße Blitze, erzeugt  mit einer linksdrehenden Optik.
Der Leuchtturm-Komplex steht unter Denkmalschutz und beide Bauwerke wurden im Juni 2009 zu Monuments historiques in der Base Mérimée des französischen Kulturministeriums unter der Nr. IA50000601 erklärt.

## Gezeitenenergie
Genauso wie im Raz Blanchard lässt sich die Gezeitenkraft im Raz de Barfleur erschließen.

## Galerie

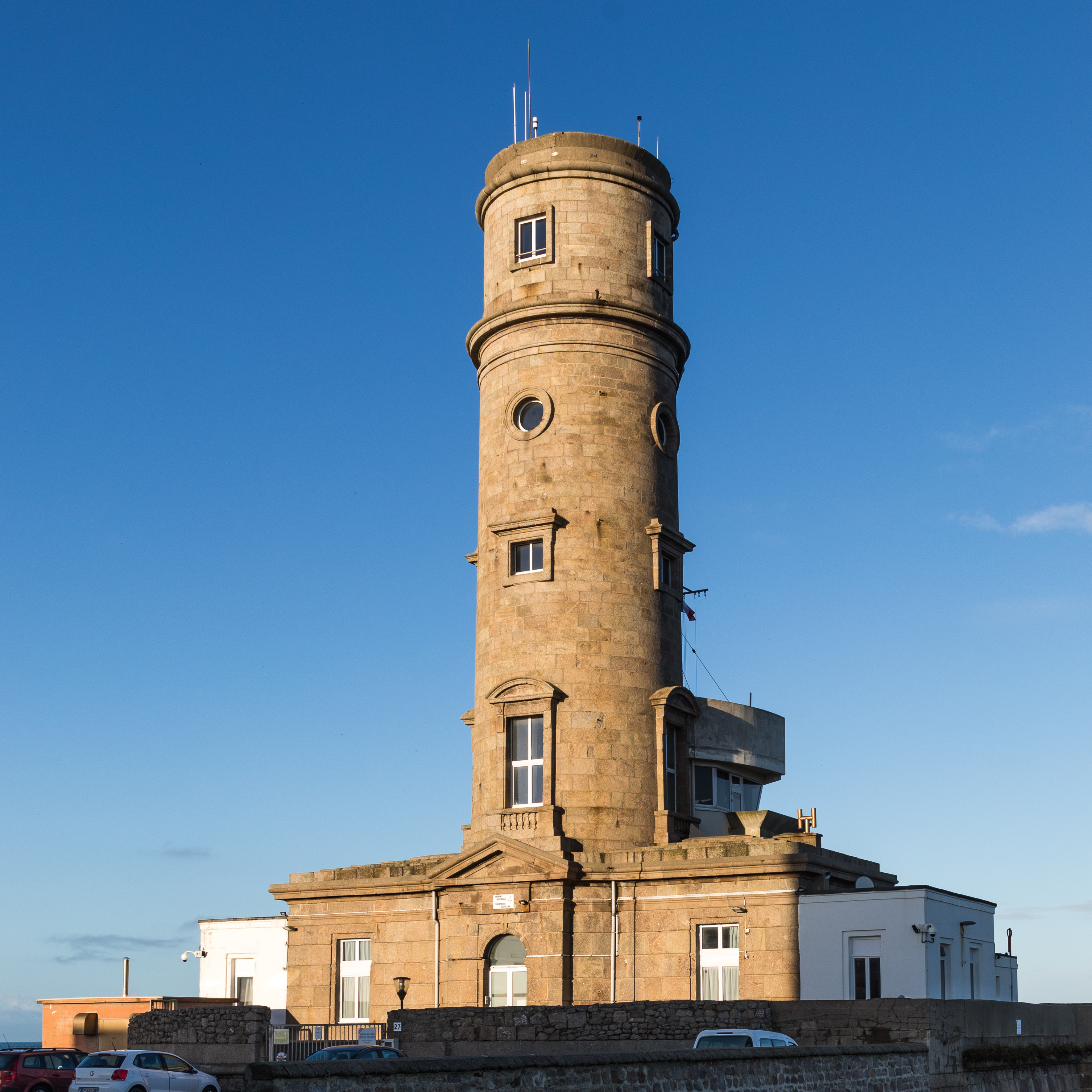
Der alte Leuchtturm
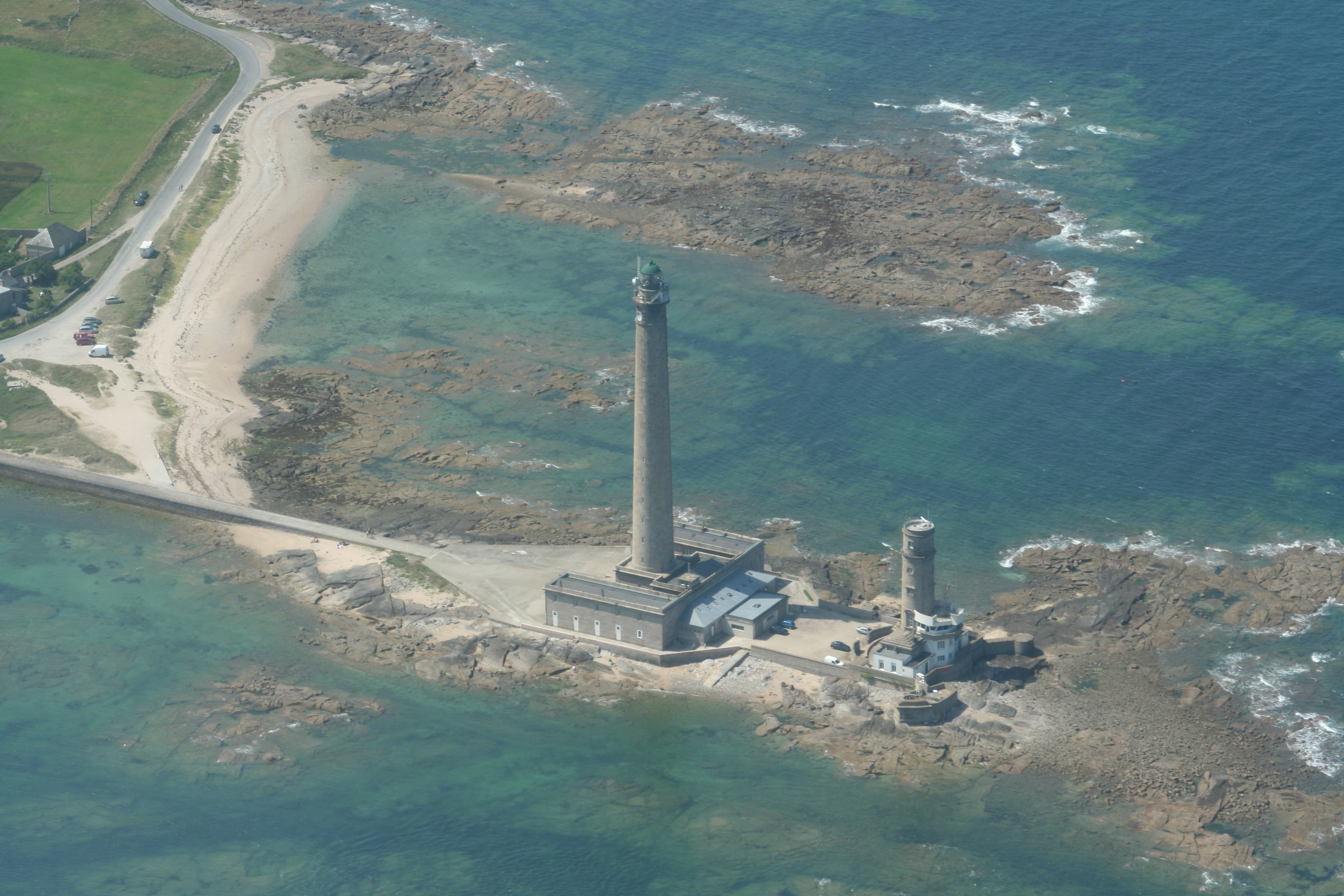
Neuer und alter Leuchtturm aus der Luft
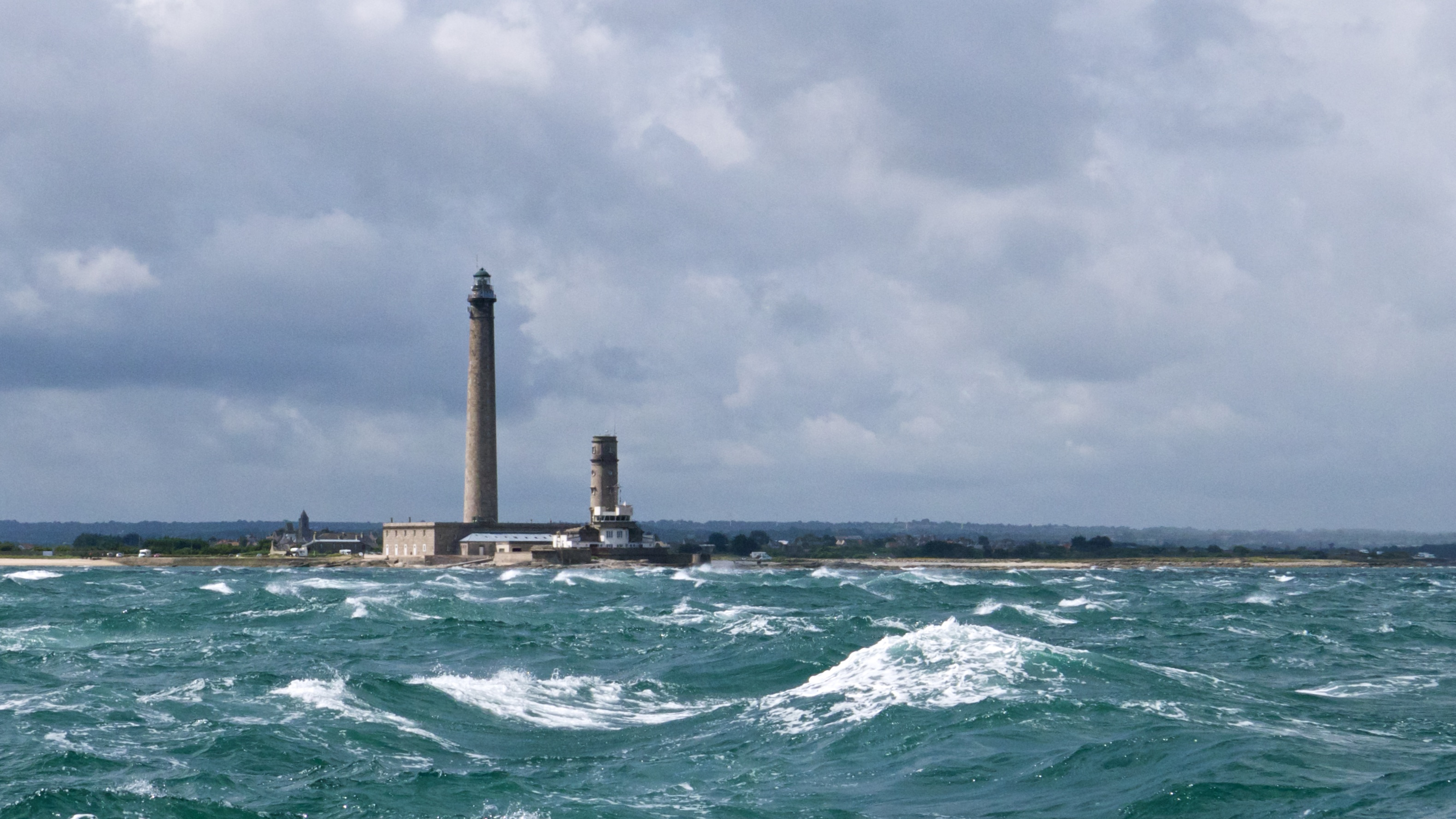
Neuer und alter Leuchtturm vom Meer aus gesehen
- Video: Leuchtfeuer des neuen Leuchtturms